# موزه شارل ازناوور
موزه شارل ازناوور (ارمنی: Շառլ Ազնավուրի թանգարան; انگلیسی: Charles Aznavour Museum) که همچنین با عنوان خانه-موزه شارل آزناوور (فرانسوی: Maison-musée de Charles Aznavour) شناخته می‌شود, موزه‌ای زندگی‌نامه‌ای در ایروان، ارمنستان می‌باشد که در سال ۲۰۱۱ افتتاح شده‌است. این موزه ساختمانی پنج طبقه در نزدیکی کاسکاد ایروان را احاطه کرده‌است و شامل یک تالار کنسرت فضای باز به‌علاوه آپارتمان و موزه آزناوور می‌شود.
در تاریخ ۷ اکتبر ۲۰۱۱ شارل ازناوور خواننده ارمنی-فرانسوی مراسم گشایش را انجام داد. این مراسم با حضور نیکولا سارکوزی رئیس‌جمهور فرانسه و سرژ سرکیسیان رئیس‌جمهور ارمنستان صورت گرفت.
نمایشگاه شامل صفحه‌های گرامافون، آلبوم‌های موسیقی، پوسترها، جوایز موسیقایی، کتاب‌ها و عکس‌های ازناوور می‌شود.
پروژه این موزه در سال ۲۰۰۷ توسط دولت ارمنستان آغاز گردید. تزئیات داخلی موزه توسط بنیاد ازناوور صورت گرفت.
در تاریخ ۱ ژوئن ۲۰۱۷ رئیس‌جمهور سرکیسیان در مراسم انتقال کلید خانه‌موزه شارل ازناوور شرکت نمود.

## نگارخانه

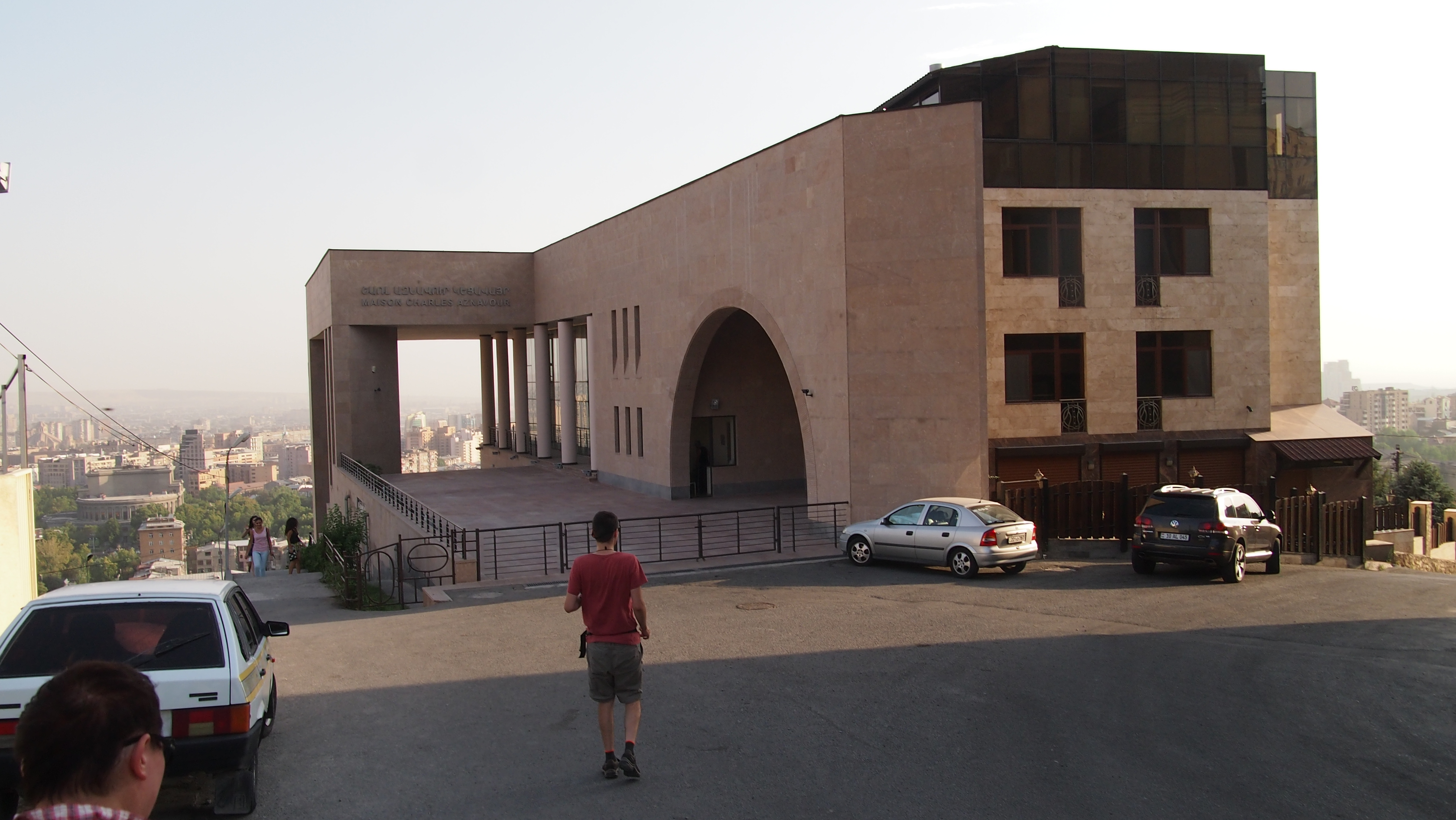
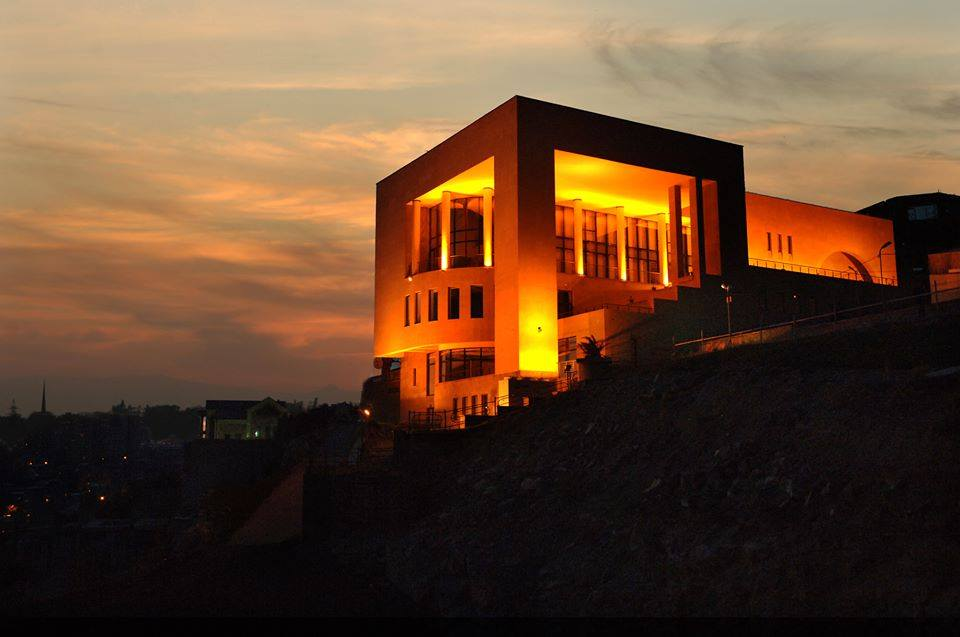
نمایی از ساختمان مرکزی موزه ازناوور در عصر
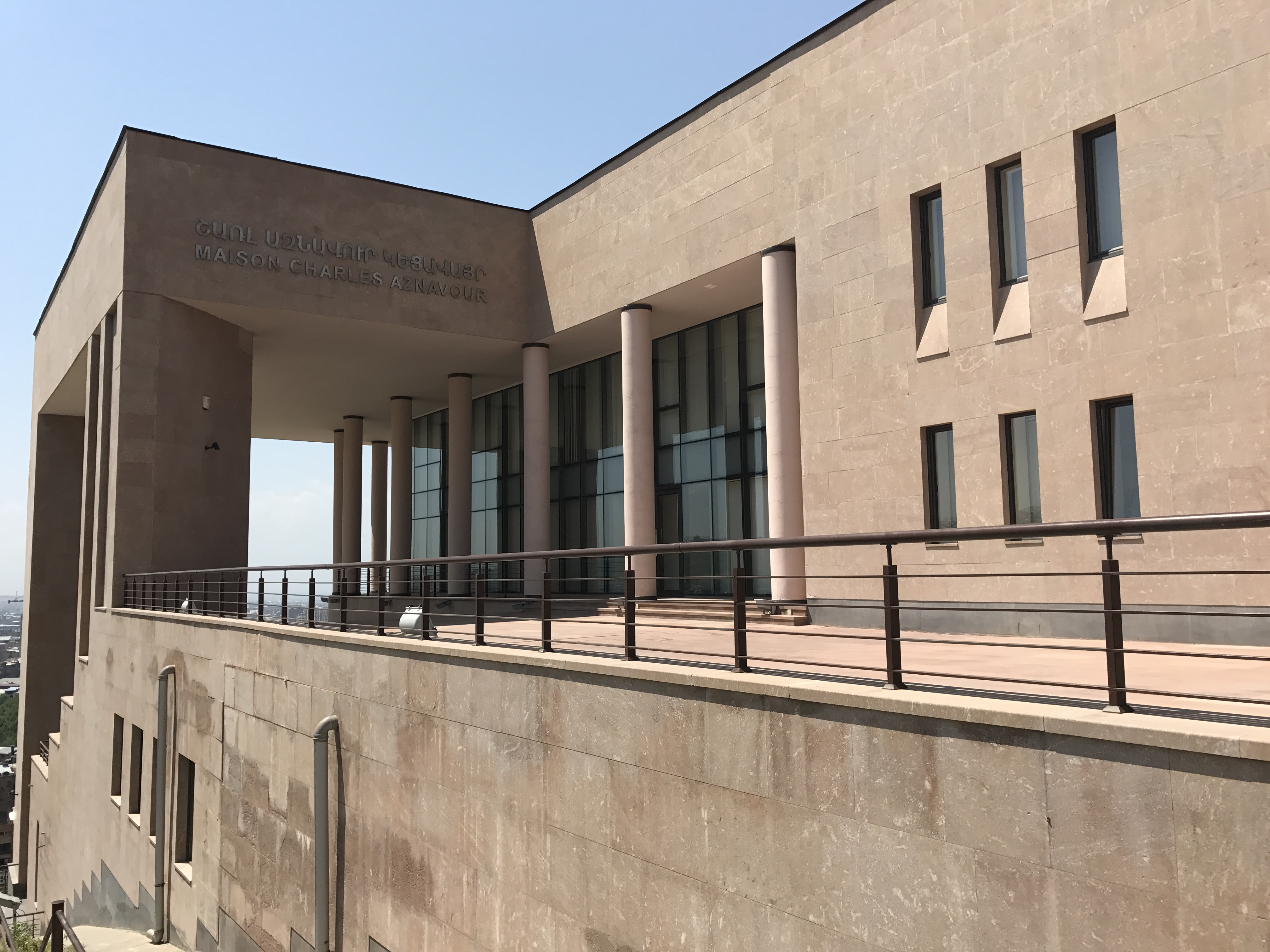
ساختمان مرکزی موزه